# Castiglione delle Stiviere
Castiglione delle Stiviere es una ciudad y comuna en la provincia de Mantua, en Lombardía, Italia, situada a 30 km al noroeste de Mantua por carretera. 

## Historia
Capital de un marquesado independiente desde el 4 de diciembre de 1574. En 1698 las tropas españolas del vecino Ducado de Milán tuvieron que intervenir en apoyo de su señor.

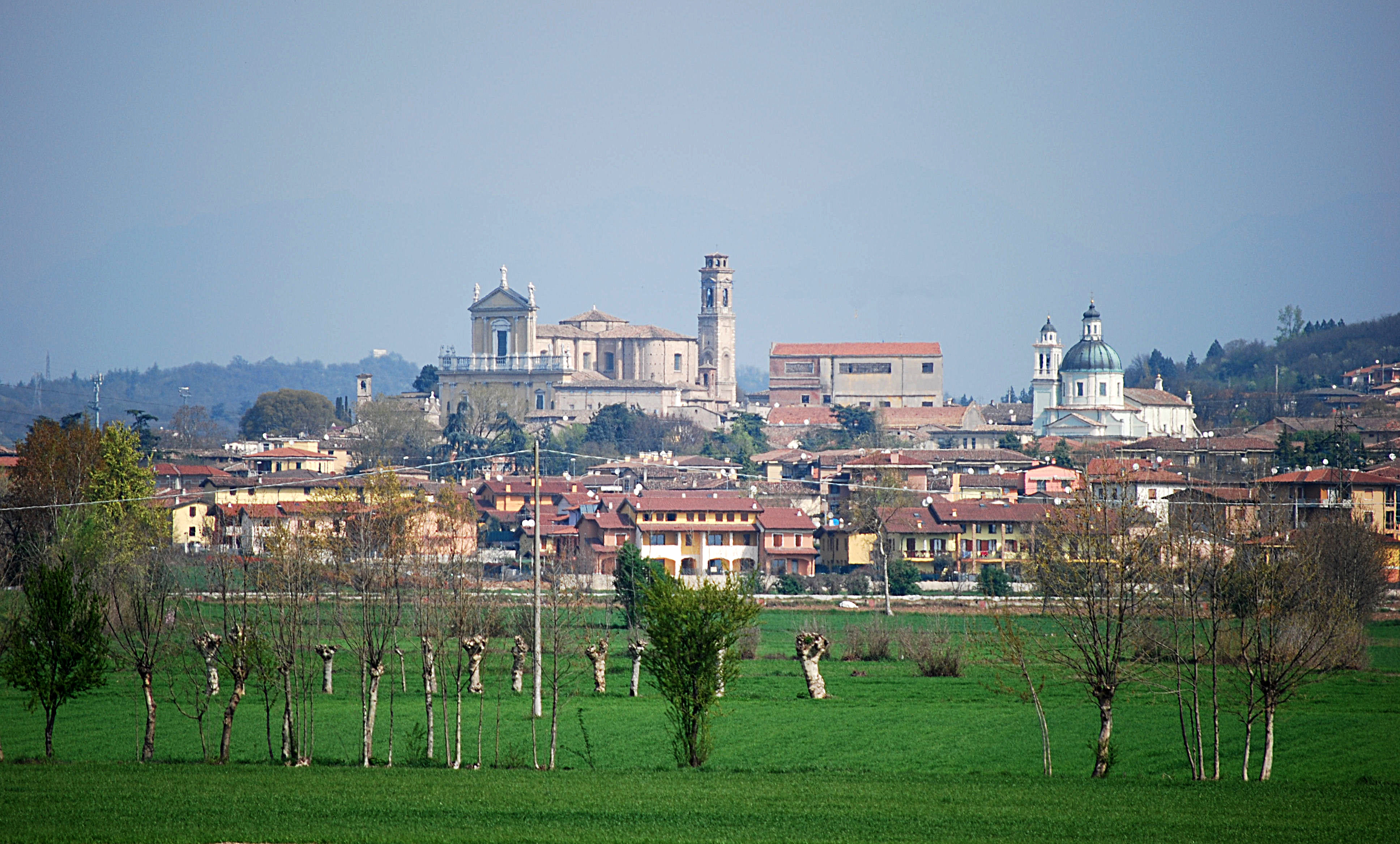
Panorama de Castiglione.

El 1 de junio de 1702 durante la guerra de Sucesión española, el francés duque de Vendôme ocupó la ciudad a las tropas imperiales (que la habían tomado en 1701).
En 1706, en la primera batalla de Castiglione, un ejército francés al mando de Jacques Eléonor Rouxel de Grancey derrotó aquí al ejército imperial dirigido por Federico I, Landgrave de Hesse-Kassel.
En 1707, el marquesado fue anexado al Ducado de Milán austriaco, debido al apoyo Fernando II Gonzaga a los borbones. 
Durante el asedio de Mantua en 1796, los austriacos al mando de Dagobert Sigmund von Wurmser  fueron derrotados en la Batalla de Castiglione por el ejército revolucionario francés al mando del general Augereau, más tarde mariscal de Francia, que en 1808 fue nombrado duque de Castiglione por el emperador Napoleón I.

## Personajes famosos
Castiglione es el lugar de nacimiento de Luis Gonzaga, el 9 de marzo de 1568 y fallecido el 21 de junio de 1591, santo venerado en la Iglesia Católica y nombrado patrono de la juventud cristiana. Fue un jesuita muerto cuidando a los enfermos de peste en Roma y enterrado en la Iglesia de la Anunciación, en Roma. Su cabeza fue trasladada más tarde a la basílica que lleva su nombre en Castiglione delle Stiviere.

## Principales lugares de interés turístico
Tiene un viejo castillo, restaurado y muy alterado, de la familia Gonzaga de Mantua en el siglo XVI. 
Castiglione es el lugar de nacimiento de la Cruz Roja Internacional, que fue establecida por Henri Dunant, durante el período posterior a la Batalla de Solferino en 1859. Hay un museo en el centro de la ciudad dedicado a la Cruz Roja Internacional.

## Evolución demográfica
| Gráfica de evolución demográfica de Castiglione delle Stiviere entre 1861 y 2001 |
|                                                                                  |
| Fuente ISTAT - elaboración gráfica de Wikipedia                                  |

## Fuente
- Esta obra contiene una traducción  derivada de «Castiglione delle Stiviere» de Wikipedia en italiano, publicada por sus editores bajo la Licencia de documentación libre de GNU y la Licencia Creative Commons Atribución-CompartirIgual 4.0 Internacional.
- Se ha completado con información extraída de la página se Wikipedia dedicada a Luis Gonzaga.